# Machine à écrire
Pour l'invention fictive, voir Machine à écrire (Gulliver).
Une machine à écrire est une machine mécanographique permettant de produire des documents avec des caractères imprimés. Elle se présente sous la forme d'un clavier comportant une cinquantaine de touches représentant les caractères qui seront imprimés sur le papier.
Elle peut être portative et légère (pour travailler en voyageant), ou de bureau (plus lourde, mais moins fragile).
Elle a été utilisée de la fin du XIXe siècle (notamment par les dactylographes, ou « dactylos ») jusqu'à l'apparition, au XXe siècle, des machines à mémoire électronique, qui préfigurent le déclin et le remplacement de la machine par l'ordinateur à la fin du XXe siècle. L'ordinateur offre en effet des fonctionnalités puissantes reposant sur les techniques de numérisation, le traitement de texte, les outils bureautiques et multimédias et la publication assistée par ordinateur (PAO).

## Historique

### Les précurseuses
Retracer l'origine de la machine à écrire, et lui donner une date de naissance n'est pas une mince affaire. De nombreux brevets furent déposés, et de nombreuses machines furent construites avant que E. Remington and Sons ne réussisse à en industrialiser pour la première fois la production et la vente à la fin du XIXe siècle.
Si, techniquement, rien n'aurait empêché la machine à écrire d'être inventée dès le Moyen Âge, vu le degré de sophistication de l’horlogerie européenne dès le XIIIe siècle, ce n'est que le 7 juin 1714 que le premier brevet pour une machine à écrire fut déposé. Il le fut par un Britannique, Henry Mill, ingénieur en chef d'une société appelée la New River Company. Mais le brevet donne peu de détails techniques sur l'invention, et il ne reste aucune trace de sa potentielle production.
Les premiers usages attestés de machine à écrire avaient pour but non pas l'impression de lettres, mais le poinçonnage de caractères à destination des personnes aveugles. C'est ainsi que vers 1804, Valentin Haüy, fondateur des premières écoles pour aveugles, invente un système qui permet à une machine de poinçonner du papier épais ; cette machine n'était pas utilisable par des personnes voyantes qui n'étaient pas spécialement formées car elle n'imprimait rien en « noir ».
Toujours dans l'objectif d'aider les personnes aveugles à écrire, et notamment son amie la comtesse Carolina Fantoni da Fivizzano, en 1806, Pellegrino Turri (it) inventa le papier carbone. Cette invention en entraîna une autre, celle d'une machine à écrire qui poinçonnait ce papier noir, comme le montre une lettre écrite sur cette machine datée du 8 octobre 1808 et qui a été conservée. C'est la première machine à écrire dont nous pouvons prouver le fonctionnement.

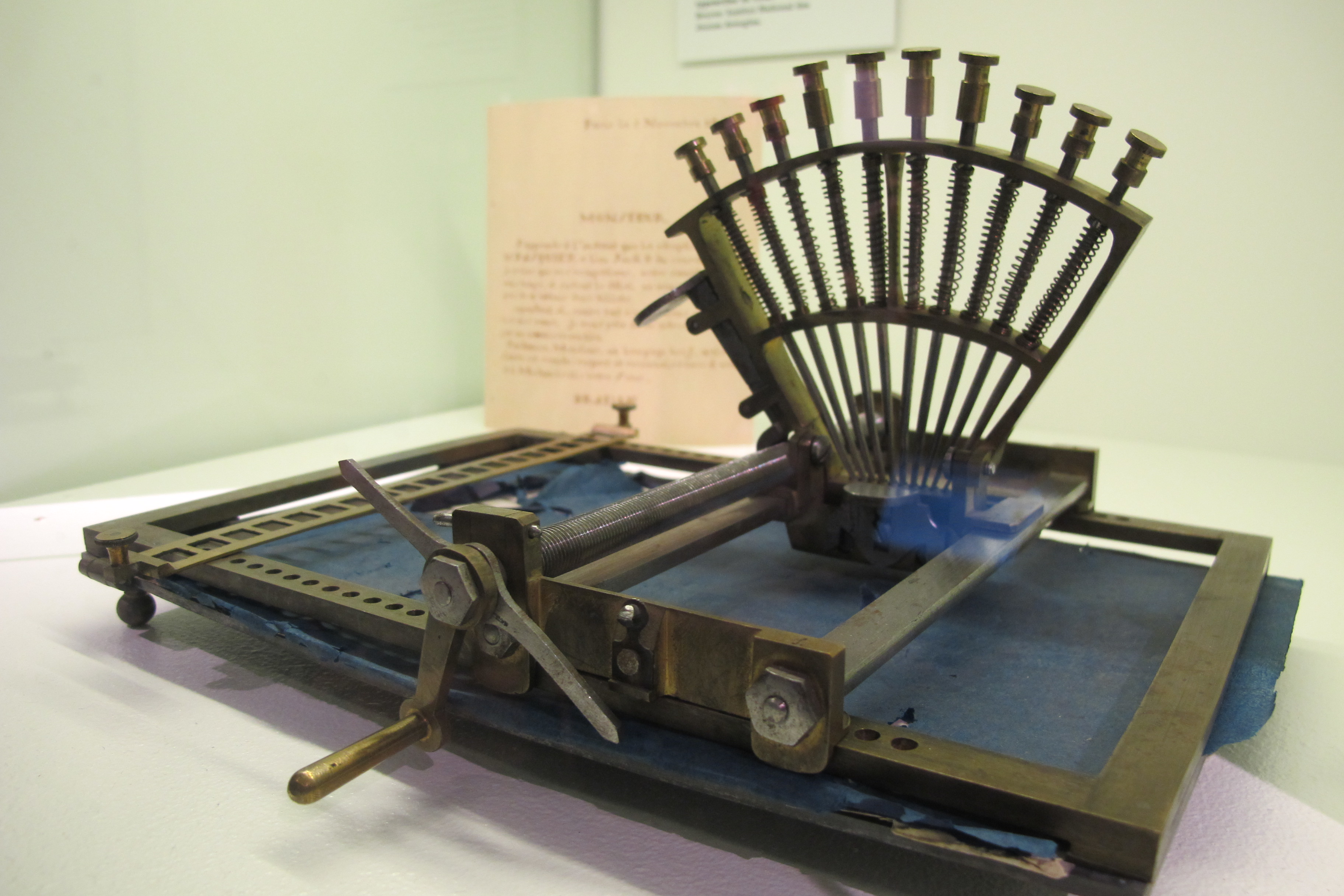
Un raphigraphe (Musée des médias Rupriikki, 2013)

Quelques années plus tard, après l'invention d'une écriture spécifique par Charles Barbier de La Serre et Louis Braille (l'écriture braille), et son correspondant lisible par les personnes voyantes (le décapoint), de nouvelles machines sont inventées pour poinçonner avec cette écriture comme celle de Pierre-François-Vicor Foucault en 1843, le raphigraphe.
Aucun de ces précurseurs, cependant, ne fut adopté largement, et il faut attendre le troisième tiers du XIXe siècle pour pour que la fabrication industrielle de machine à écrire prenne son essor.

### Chronologie

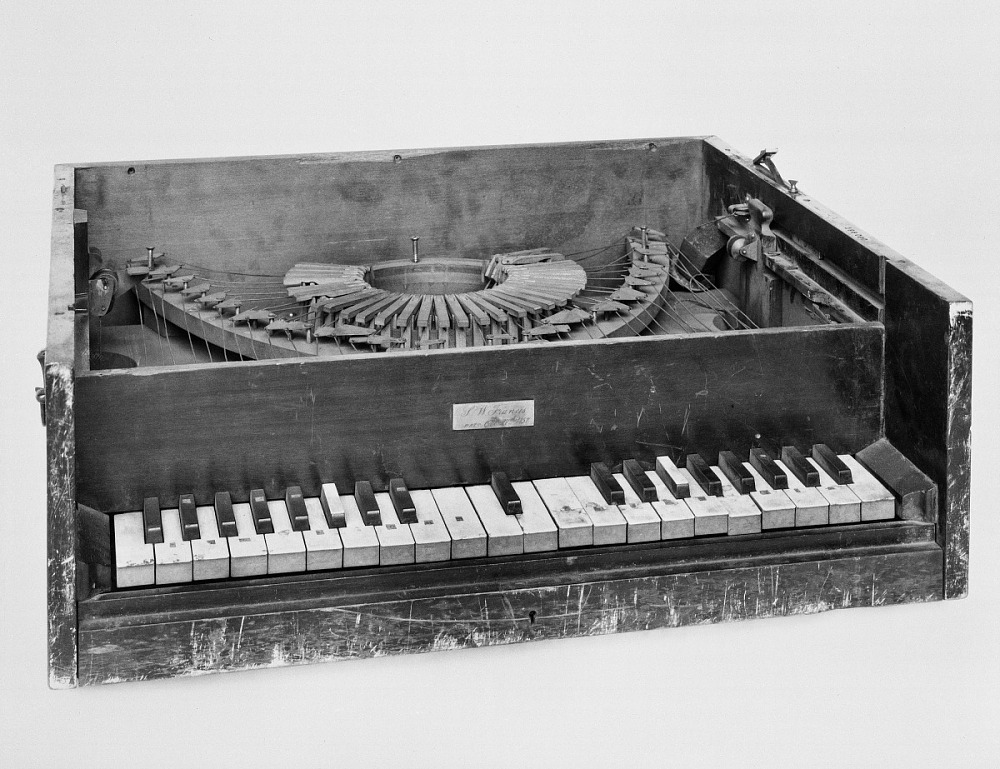
Machine à écrire inventée en 1857 par Samuel Ward Francis (National Museum of American History)

- 1714 : Premier brevet accordé à l'Anglais Henry Mill[8].
- 1808 : La première machine à écrire fonctionnelle est probablement l'appareil que l'Italien Pellegrino Turri (it) fabriqua en 1808 pour la comtesse aveugle Carolina Fantoni da Fivizzano. Une lettre écrite sur cette machine datée du 8 octobre 1808 a été conservée et montre qu'elle a été écrite en utilisant du papier de couleur et des caractères d'imprimerie[5].
- 1820 : Paul-Louis Courier attribue à un mathématicien allemand, Kirkhausen, l'invention de l'appareil de « tachitypie », consistant en une nouvelle presse mobile, légère, maniable et portative, qui permet d'« écrire comme on parle »[9].
- 1823 :  l’Italien Pietro Conti di Cilavegna a inventé un nouveau modèle de machine à écrire, le tachigrafo, également appelé tachitipo, sans trouver d'argent pour le financer[10].
- 1829 : The Typographer de l'Américain William Austin Burt (en), breveté le 23 juillet.[réf. souhaitée]
- 1833 : le français François Xavier Progrin dépose le brevet d’une machine à écrire, appelée « plume typographique »[11],[note 1].
- 1837 : Cembalo scrivano, de l’Italien Giuseppe Ravizza (it).[réf. souhaitée]
- 1839 : François-Pierre Foucault, ami de Louis Braille, invente une machine à écrire constituée d'un ensemble de leviers terminés par des poinçons gravés et actionnés par un ensemble de touches, qui permet d’écrire en raphigraphie, système typographique (initialement inventé par Braille) de reproduction en relief des lettres sur papier, lisible à la fois de façon tactile par les aveugles et visuelle par les voyants non formés à l’alphabet Braille ; ceci facilite les échanges entre les aveugles et leur famille.[réf. souhaitée]
- 1850 : Invention de la machine à écrire avec ruban encreur, par Oliver T. Eddy, à Baltimore.[réf. souhaitée]
- 1857: Samuel Ward Francis de New York invente une machine destinée à tracer l'écriture sur un clavier de 36 touches[12]
- 1858: Pierre Carmien dépose à Paris un brevet à son nom pour une machine intitulée « Système d’impression télégraphique », pour une invention qu'il avait créée auparavant en 1848 durant ses années au collège Cuvier de Montbéliard et qu'il avait nommé dans un premier temps "piano à écrire".[réf. souhaitée]
- 1861 : Le prêtre brésilien Francisco João de Azevedo (pt) invente une machine à écrire en forme de piano avec les lettres au bout de tiges en bois de jacaranda[13].
- 1865 : Hansen Writing Ball (Skrivekügel), la première machine à écrire, du Danois Rasmus Malling-Hansen, commercialisée en 1870.[réf. souhaitée]
- 1867 : Mise au point par Christopher Latham Sholes, imprimeur, d'un prototype artisanal considéré comme l'ancêtre de la machine à écrire moderne, ultérieurement produit en série et commercialisé par la firme Remington.[réf. souhaitée]

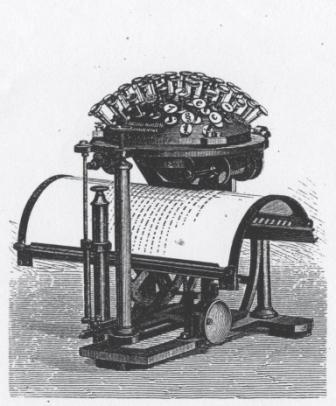
1870 : première machine, The Writing Ball de Rasmus Malling-Hansen.

- 1872 : Thomas Edison obtient le premier brevet pour une « machine à écrire », mais se récuse plus tard[14].
- 1872 : Mark Twain est le premier écrivain à soumettre à son éditeur une œuvre, Les Aventures de Tom Sawyer, écrite avec une machine à écrire[15].[source insuffisante]
- 1873 : Remington, jusque-là producteur d'armes, de matériel agricole et de machines à coudre, produit en série et commercialise sous le nom de « The Typewriter » la machine à écrire de C. L. Sholes (modèle dit machine à écrire Sholes et Glidden).[réf. souhaitée]
- 1874 : Téléscripteur d'Émile Baudot.[réf. souhaitée]
- 1884 : Machine à écrire Lambert[16][source insuffisante]
- 1892 : la machine à écrire Blickensderfer utilise le principe de la boule ou du cylindre tronqué, ce qui offre la possibilité de changer les polices. Malgré un succès initial, la Blickensderfer se fait détrôner, notamment par la Remington.[réf. souhaitée]
- 1914 : Première machine électrique[réf. nécessaire].[réf. souhaitée]
- 1935 : La petite machine portable, « Hermes-Baby », fabriquée par Paillard-Bolex, à ce jour la plus petite machine à écrire commercialisée[17][Information douteuse], est utilisée par de grands noms de la littérature, Ernest Hemingway, John Steinbeck[18], Max Frisch, Larry McMurtry, Jack Kerouac, Eugène Ionesco ou Ho Chi Minh pour la politique[19]. Sa production cesse en 1989[18].

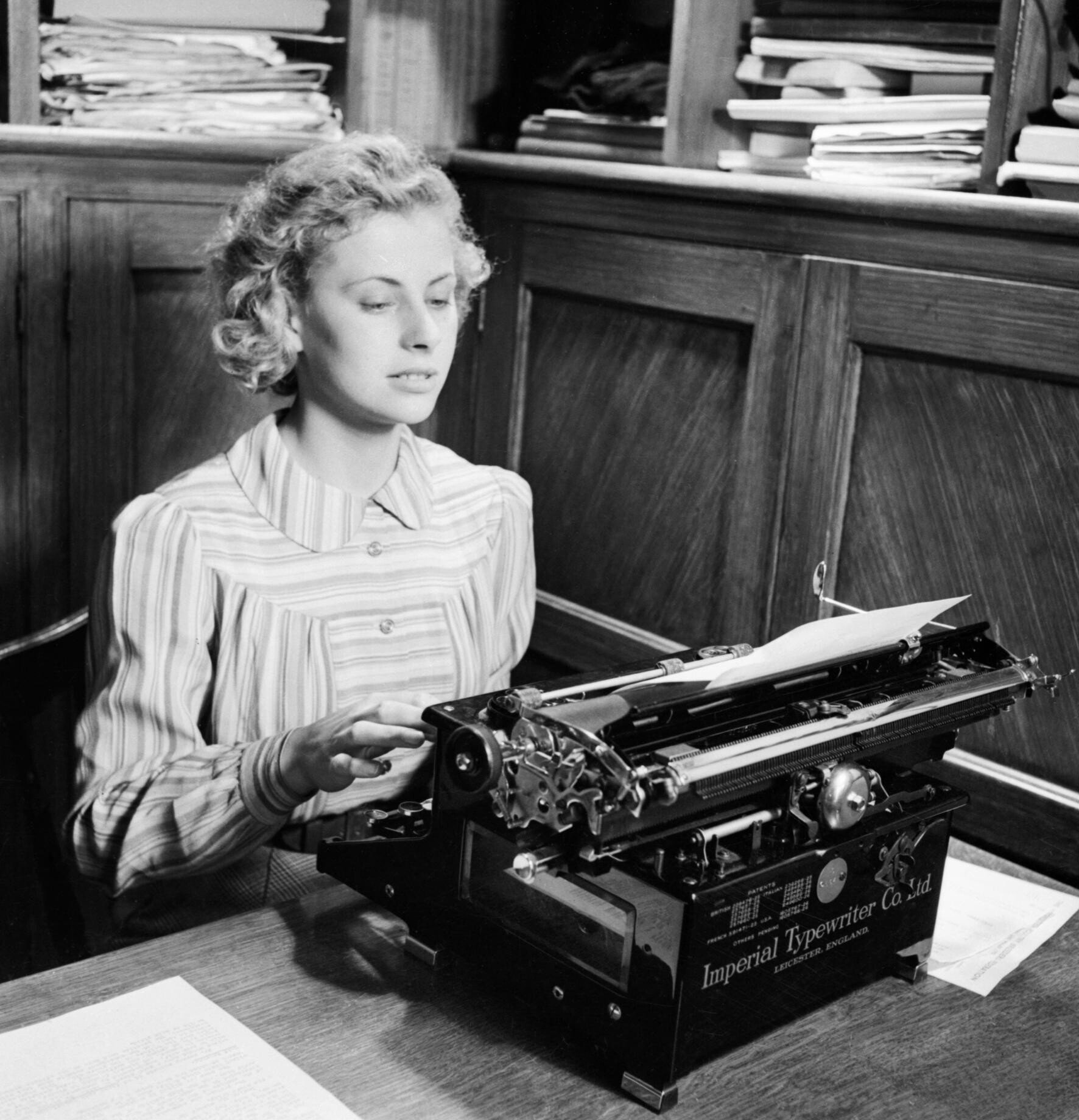
Iris Joyce, dactylographe, 1942, avant qu'elle fasse partie de la Women's Land Army.

- 1961 : La « machine à boule » d'IBM (sous le nom d'IBM Selectric Typewriter) reprend un dispositif ancien (autrefois mis en œuvre par la machine « Blickensderfer » à la fin du XIXe siècle) pour réintroduire la possibilité de changer rapidement la fonte de caractères.[réf. souhaitée]
- 1976 : Machine à marguerite.[réf. souhaitée]
- 1977 : Olympia crée une nouvelle machine à écrire portative.[réf. souhaitée]

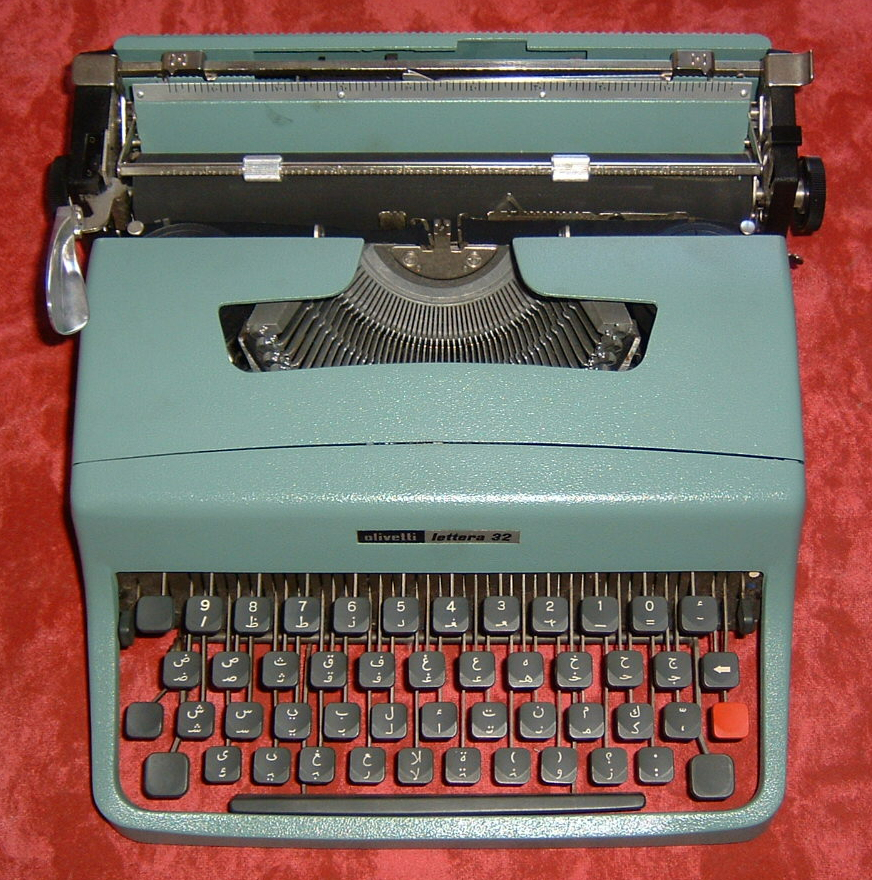
Machine à écrire portative Olivetti Lettera 32, avec un clavier arabe.

- 1986 : Machine à écrire électronique avec écran 1 à 3 lignes avec les CANON e70. Cette mémoire permet des corrections immédiates.[réf. souhaitée]
- fin des années 1980 et début des années 1990 : déclin rapide et quasi-disparition de l'usage des machines à écrire, supplantées par le clavier d'ordinateur et les logiciels de traitement de texte.[réf. souhaitée]
- 2011 : Fermeture de la dernière fabrique de machines à écrire (Godrej & Boyce, Mumbai, Inde)[Information douteuse][20].[réf. souhaitée]
- 2013 : les services secrets russes annoncent le retour à la machine à écrire[21].

## Effets sociaux et culturels

### Émancipation féminine
Certains auteurs minimisent, sans la nier, l'influence de la machine à écrire sur l'émancipation féminine :

« On lui a attribué [à la machine à écrire] le mérite d’avoir provoqué l'émancipation des femmes, mais ce n'est pas le cas, car la soi-disant révolution industrielle est responsable de ce phénomène et la machine à écrire n'était qu'une des innombrables facettes de cette révolution. »

— Michael H. Adler, The Writing Machine

## Retour à la machine à écrire
Plusieurs nations sont retournées à la machine à écrire dans leurs services secrets (Russie et Allemagne)[réf. souhaitée].
Le retour à la machine a été effectué pour permettre aux informations stockées numériquement de ne plus être vulnérables aux piratages, virus ou autres attaques informatiques.
De plus, la machine à écrire est toujours utilisée par les services spéciaux et le ministère de la Défense[Lesquels ?][réf. souhaitée].

## Machine à écrire entièrement mécanique

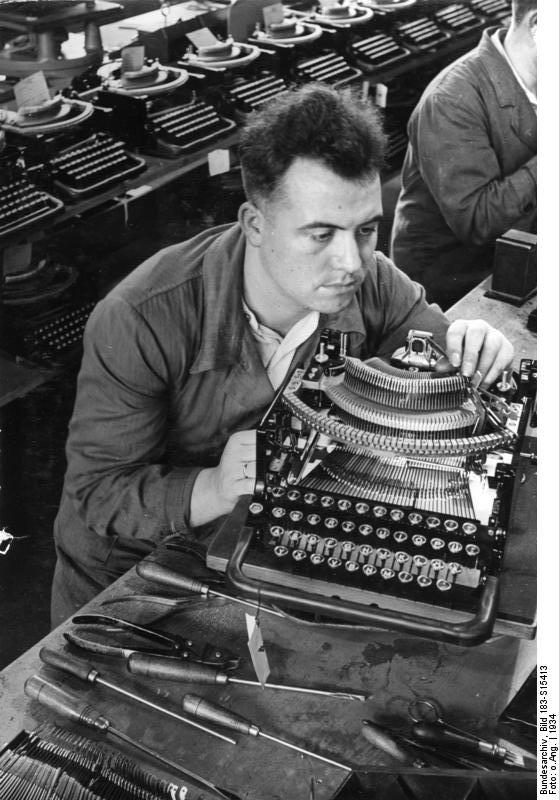
Usine de montage de machines à écrire en Allemagne en 1934.

Les premières machines étaient entièrement mécaniques, sans processeur, sans électricité. Seulement des engrenages, des leviers, des ressorts, des articulations. Chaque lettre est gravée sur un petit bloc de métal appelé caractère, soudé au bout d'une tige rigide appelée « barre à caractère ». L'appui décale légèrement sur la gauche sous l'effet d'un ressort afin que la lettre suivante vienne s'imprimer légèrement à droite, et le ruban encreur se décale aussi, afin que le caractère suivant soit correctement encré, à une portion neuve.
Lorsqu'on arrive à l'extrémité de la feuille, ou lorsqu'on veut aller à la ligne (par exemple pour faire un alinéa), on actionne le levier de retour de chariot, situé au bout de celui-ci, ce qui réarme le ressort en ramenant le chariot en début de ligne et actionne un mécanisme qui fait tourner le cylindre d'un cran pour aller à la ligne suivante. Ces actions se réalisent, sur les machines électriques, par appui sur une touche spéciale qui fait tourner le cylindre (afin qu'on imprime sur la ligne suivante) et qui fait revenir l'ensemble (chariot, papier et ruban) au début de la ligne. Le chariot et le levier (ou la touche sur les machines électriques) qui effectuent ce saut de ligne s'appellent le « retour [de] chariot ». D'où l'abréviation RC (CR = Carriage Return), qui désigne en informatique un retour au début de la ligne (accompagné ou non d'un saut de ligne : voir CRLF).

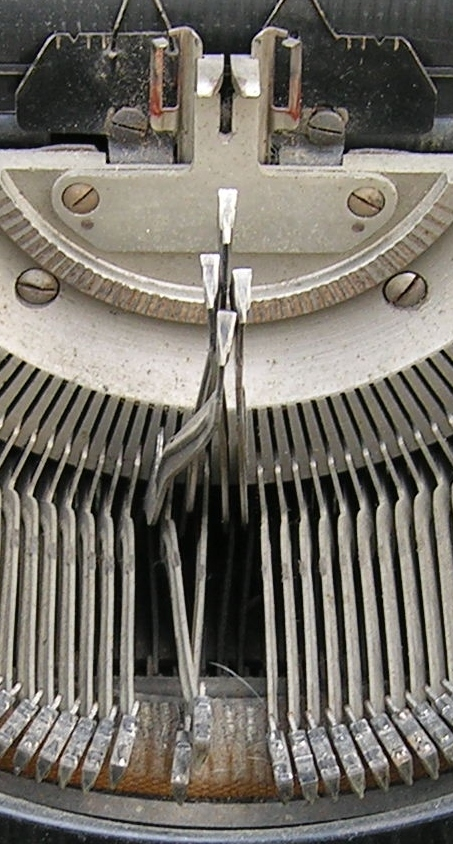
Barres de lettres coincées lors de la frappe.

## Évolution technique
- La machine électrique diminue l'effort de pression sur les touches et sur les déplacements de chariot ;
- Le téléscripteur ;
- La « machine à boule » : En 1961, cette machine à écrire développée et lancée par IBM (sous la dénomination d'IBM Selectric typewriter). Elle reprend le concept de la machine dite « Blickensderfer » (datant de la fin du XIXe siècle) et réintroduit la possibilité de modifier la fonte de caractères en installant une boule amovible contenant la police voulue. Le modèle « Selectric Typewriter » remporte un énorme succès commercial et domine le marché durant deux décennies. Le chariot ne bouge plus latéralement mais une boule se déplace devant le papier. La fonte de caractères est interchangeable en quelques secondes par échange de la boule. Le papier, qui ne bouge pas, reste impeccable. Comme la boule (en plastique) est légère, la machine reste très silencieuse.

La machine à écrire IBM Selectric II.
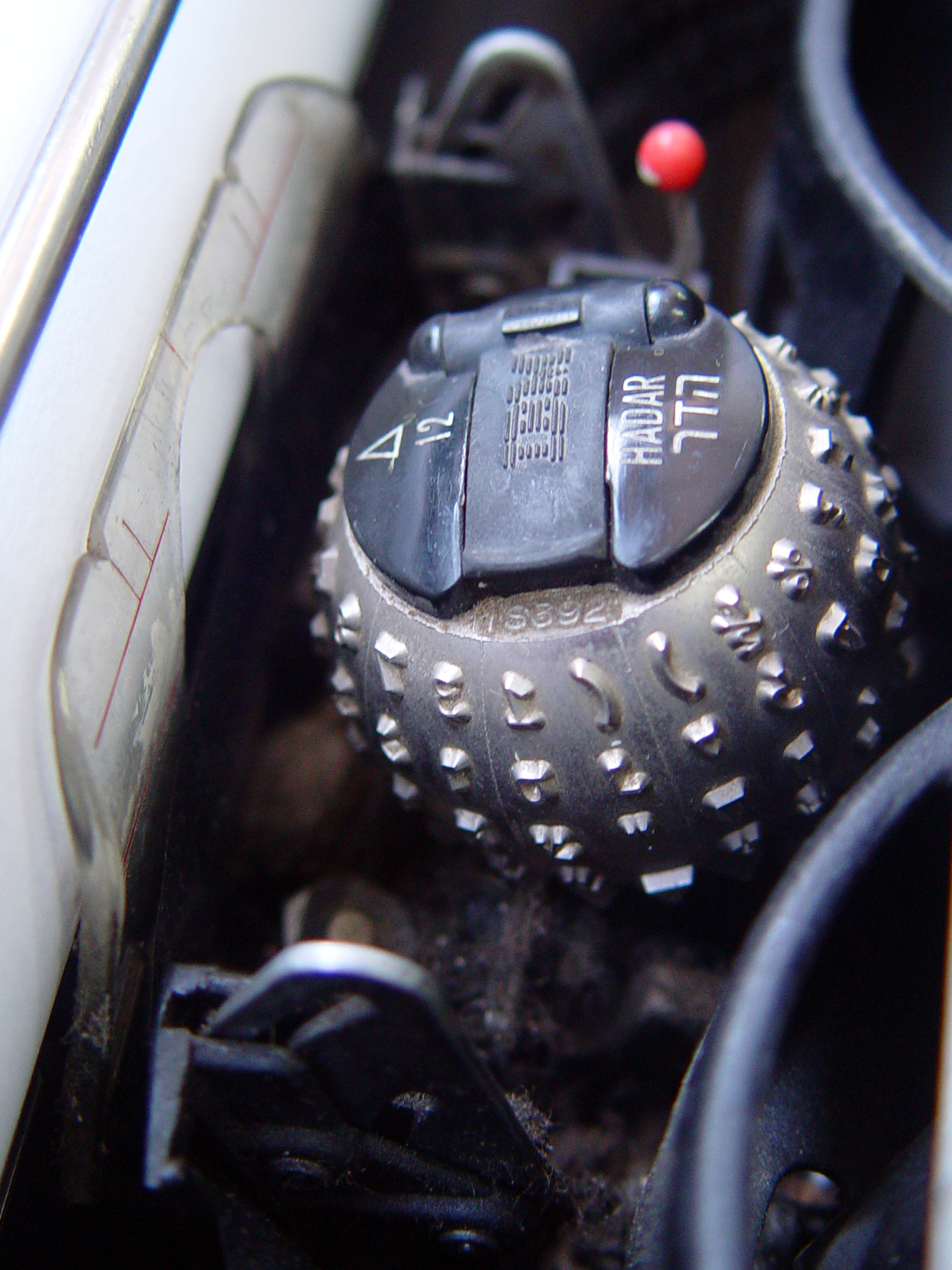
Un exemple de la boule Hadar.
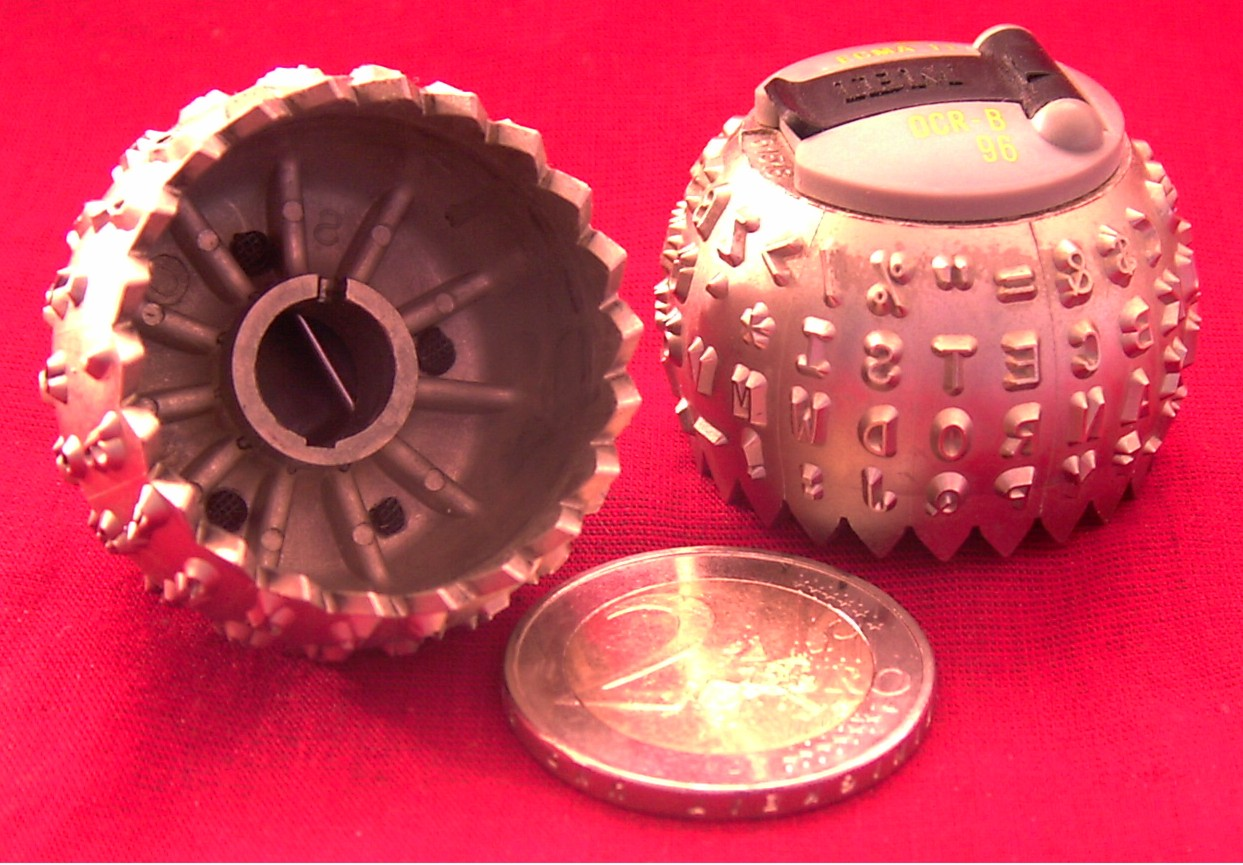
Deux boules IBM, d'une machine IBM à boule, à côté d'une pièce de 2 €.

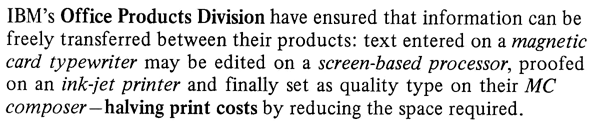
Exemple de texte en caractères normaux, gras et italiques obtenus en changeant la boule.

Activée par les touches du clavier : la boule fait que la lettre choisie est positionnée devant le ruban. Le plateau ne déplace plus le papier devant le point d'impact, c'est la boule qui se déplace latéralement. La boule porte le moulage à l'envers des lettres et remplace les barres de lettres. Ce qui présente deux autres avantages : diminution du poids et du bruit de la machine. Élimination des problèmes de blocages fréquents des barres de lettres sur les modèles courants.
Autre innovation majeure : la « Selectric typewriter » introduit le ruban d'encre sur film plastique. D'où la netteté des lettres sur le papier et leur corps toujours constant, contrairement aux rubans au carbone dont le noir s'atténue avec le temps. Le désavantage, en revanche, est que ces rubans ne permettent qu'une seule utilisation, et que le texte frappé est facilement lisible sur le ruban, ce qui pose des problèmes de confidentialité. Sur le même principe, IBM propose bientôt des modèles avec des rubans correcteurs au-dessus du ruban d'encre qui recouvre les frappes erronées d'un enduit blanc à séchage immédiat. Plus besoin, dès lors, de correcteurs liquides peu pratiques et malpropres.
- Le ruban carbone, techniquement analogue au papier carbone, qui remplace le ruban textile pour une impression plus nette ;
- La machine avec ruban correcteur — qui nécessite deux rubans — l'un servant à l'impression, l'autre à la correction elle-même ;
- La machine à marguerite : les caractères sont sur une roue, que l'on peut échanger pour changer de police de caractère ;
- L'impression par aiguilles permet de changer de fonte de caractère sans manipulation mécanique.

Il existe aussi des machines à impression thermique, qui offrent aussi la possibilité de changer de police et de grandeur du corps des lettres. Ainsi que l'impression jet d'encre que l'on trouve sur les traitements de textes et les imprimantes.
- La machine à mémoire électronique — introduite par Canon — qui facilite les réutilisations et les corrections de texte ; elle devient une machine à traitement de texte avec la série Canon Starwriter, équipée d'un affichage à cristaux liquides, d'un lecteur-enregistreur de disquettes et d'un système d'impression à jet d'encre.

## Disposition des touches

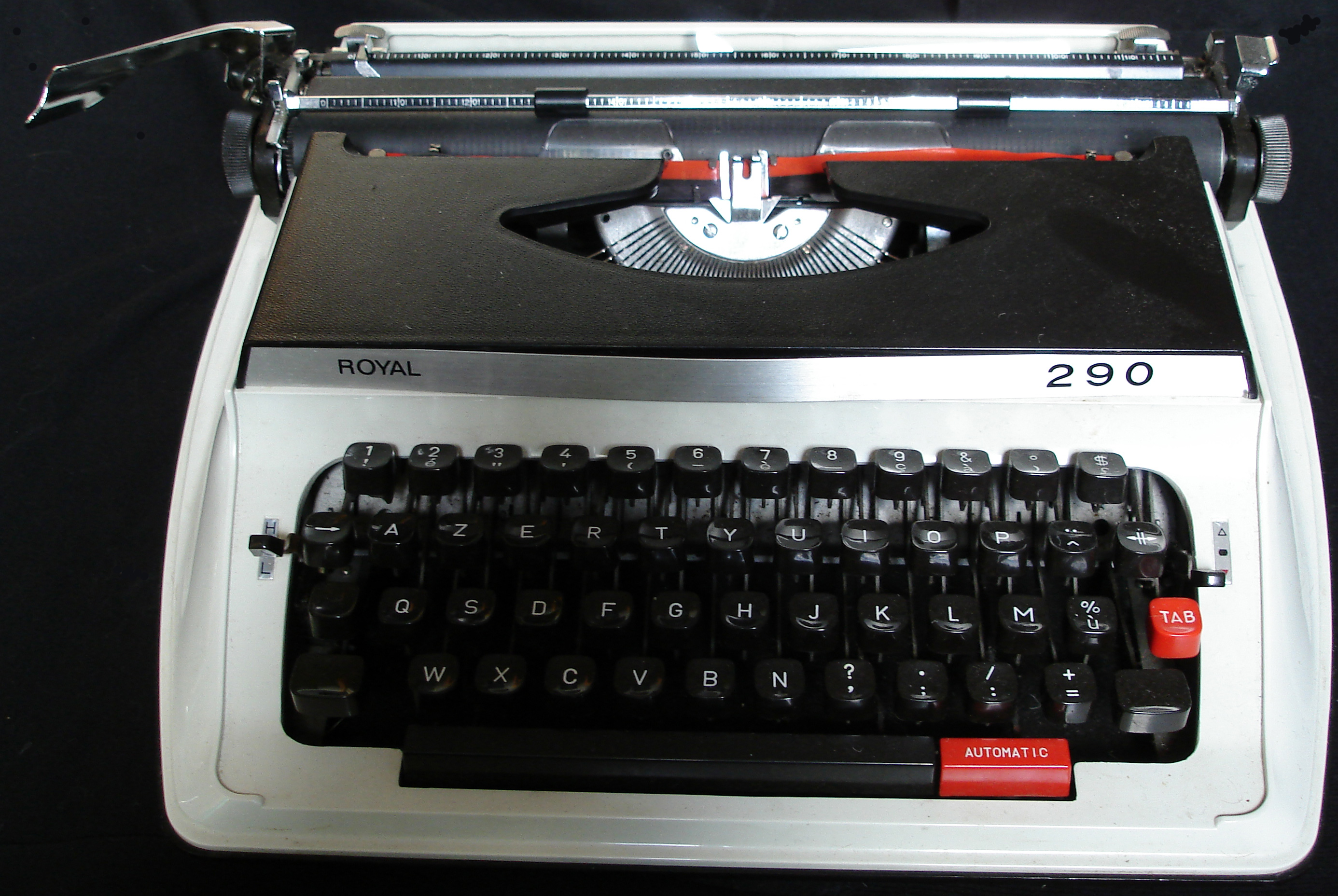
Machine à écrire allemande « Royal » avec clavier français.

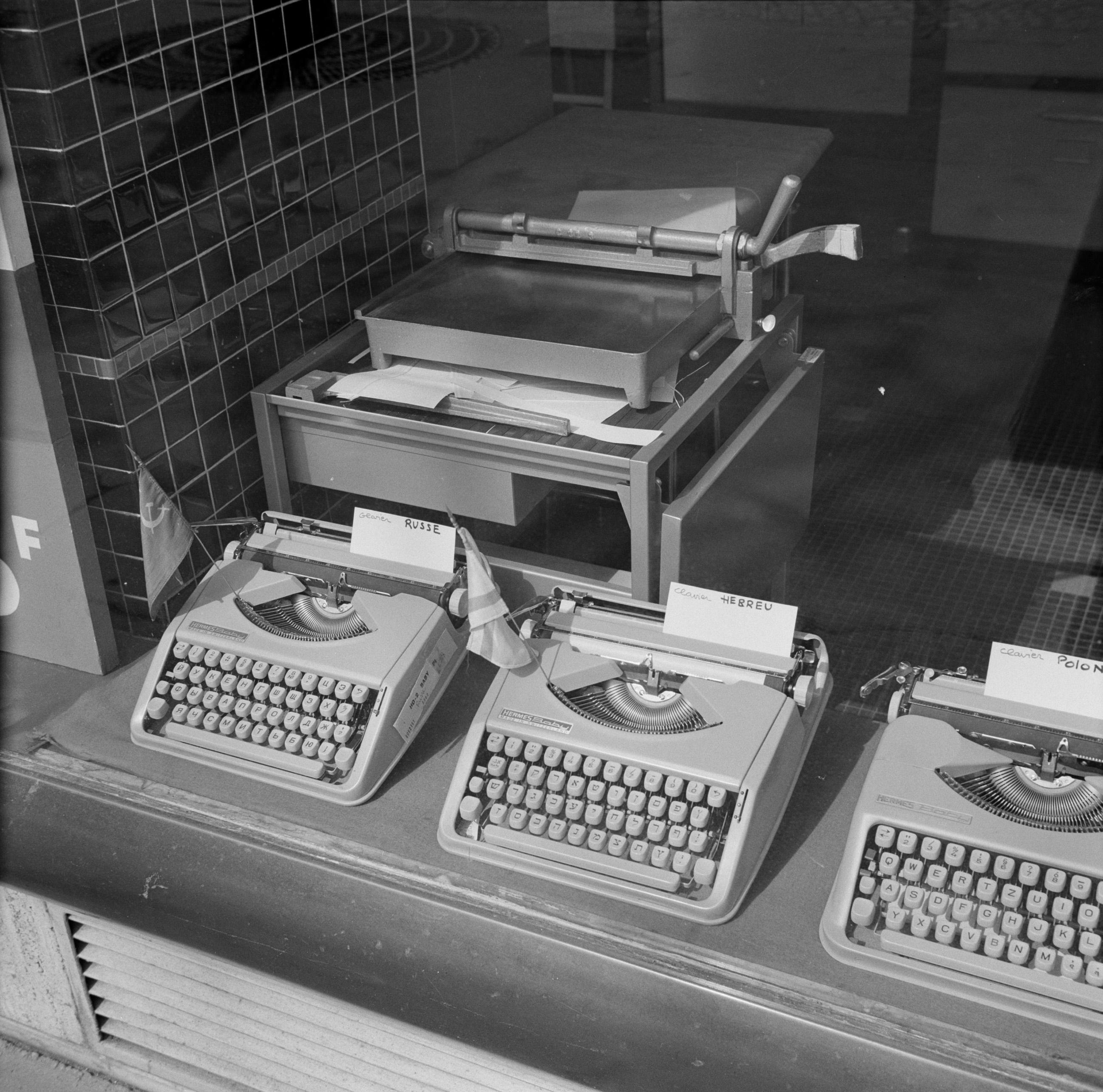
Dans la vitrine d'un commerce à Paris en 1965, trois machines à écrire du fabricant suisse Paillard SA, du modèle Hermes Baby, mais chacune avec clavier et caractères adaptés spécifiquement à une langue. De gauche à droite : le russe, l'hébreu et le polonais. Photographie : Willem Van de Poll.

La disposition des touches sur le clavier a été adoptée en fonction de la fréquence de frappe des différents caractères selon chaque langue et la facilité naturelle d'emploi des différents doigts de la main, ceci afin d'augmenter la vitesse de frappe et de la rendre aussi « fluide » que possible en limitant le risque de présenter simultanément divers caractères au point de frappe (accident de frappe appelé emmêlement des barres à caractère).
Concernant l'emploi de l'alphabet dit latin (lettres de A à Z), propre aux langues occidentales, il existe plusieurs modèles de clavier afin de tenir compte justement de la différence de fréquence d'emploi des lettres selon chaque langue, mais aussi des signes de ponctuation propres à chacune :
- le clavier QWERTY pour la langue anglaise avec variante pour le Canada de langue française ;
- le clavier AZERTY pour la langue française avec variantes pour la Belgique ;
- le clavier QWERTZ pour la langue allemande avec variante pour la Suisse de langue française.

Sur les claviers des machines à écrire, les rangées de touches sont décalées de deux manières :
- verticalement, les rangées sont en escalier ;
- horizontalement, les rangées sont décalées vers la droite.

## Machines à caractères non latins
Les langues employant des systèmes d'écriture autres que l'alphabet latin tels que le japonais (kana), l'arabe, le cyrillique, le grec, l'hébreu, etc. donnent lieu à la fabrication d'autant de machines comportant des caractères et des claviers correspondants.

### Chine et Japon
Le chinois et le japonais (kanji), langues n'utilisant pas d'alphabets, ont suscité des machines spécifiques avec des mécanismes différents : machines à plateau circulaire, à clavier et cylindres rotatifs, etc.. Depuis le début du XXe siècle, la mécanisation de la graphie a été un moteur de débats linguistiques, de standardisation de la langue et de valeurs culturelles.
Les travaux de Jean-Pierre Guillaume Pauthier étudiaient une technique de combinaison de radicaux qui servirent aux premières machines à écrire chinoises . La première machine chinoise est inventée en 1888 par Devello Sheffield avec un dispositif de plateau circulaire tournant mais elle ne fut jamais produite en série. Les premières machines commercialisées ont été produites à l'étranger (Zhou Houkun puis Qi Xuan aux États-Unis). La première machine qui ressemblait à une machine à écrire occidentale, et donc productible en série, fut inventée par Shu Zhendong.
Les machines japonaises s'imposèrent entre les années 1920 et 1940 en suivant les conquêtes militaires du Japon. La Wanneng de la Nippon Typewriter Company pouvait écrire « en japonais, en mandchou, en chinois et en mongol ». Après la défaite japonaise, les fabricants chinois reprirent la technologie et le marché (par exemple avec la Machine à écrire pour le Bien-être du Peuple, une Wanneng modifiée). Une invention astucieuse de Lin Yutang mise au point dans les années 1940, la MingKwai, ne connut pas le succès en dépit de son système ingénieux de 43 cylindres rotatifs.

### Partitions de musique

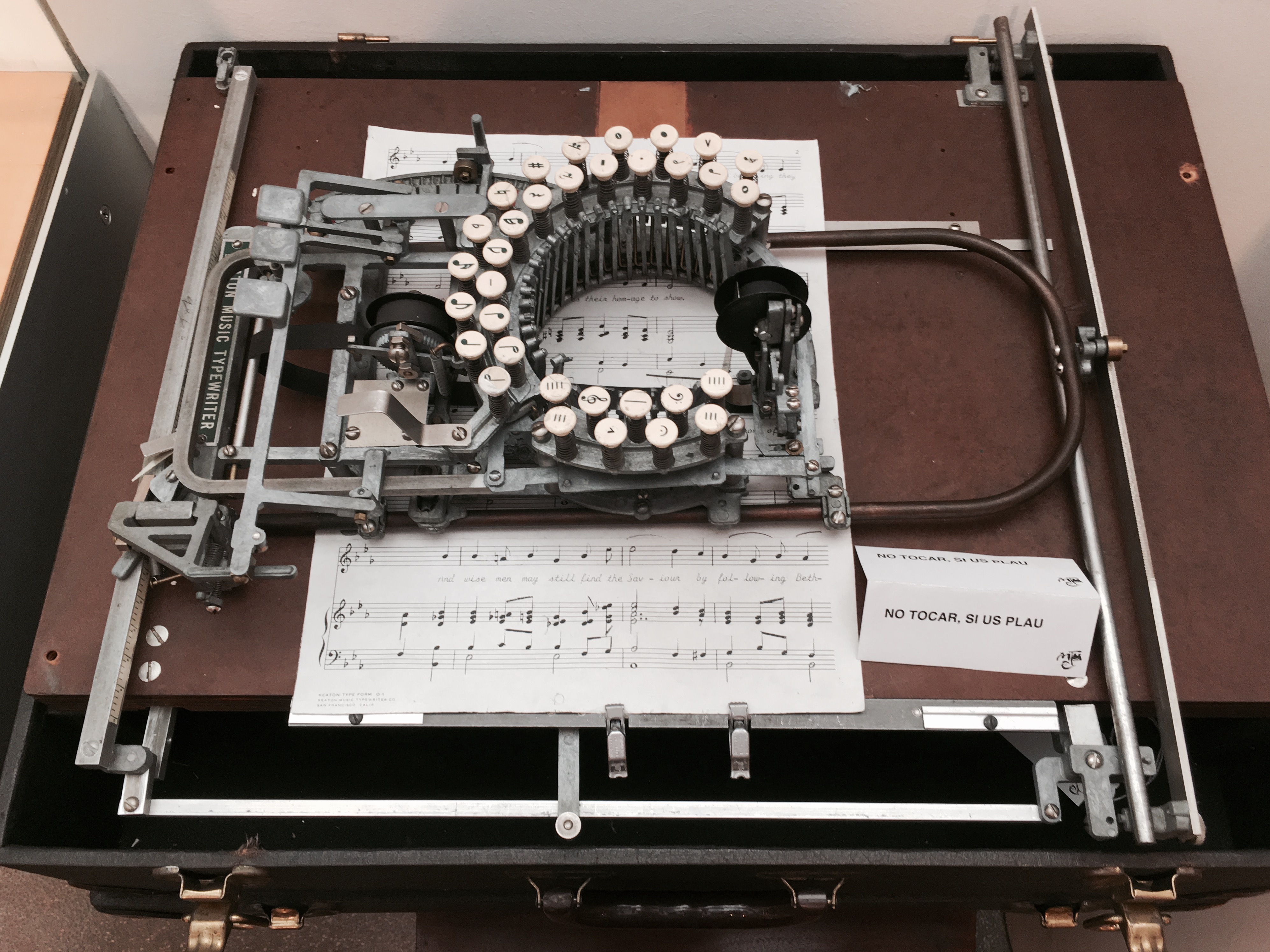
Machine à écrire la musique Keaton Music Typewriter.

Il a existé quelques machines à écrire des partitions de musique dont l'opération était complexe.
L'une des premières est la Keaton Music Typewriter, créée par Robert H. Keaton en 1936.

## Autres détails
- L'ensemble des barres (à caractères) ayant à leur extrémité les caractères s'appelle la corbeille.
- Le pied de la barre à caractère est mobile dans une des fentes du segment au moyen d'une biellette qui agit quand le ou la dactylo tape sur une touche.
- Le rouleau en caoutchouc autour duquel on enroule la feuille est appelé le cylindre. Quand il est trop marqué par la frappe ou que le caoutchouc, trop dur, « écrase » les caractères, le cylindre doit être rechapé.
- La vitesse de frappe est fonction de la qualité du bloc d'échappement. Les machines Underwood avaient la réputation de posséder des blocs d'échappement qui permettaient aux dactylos une frappe rapide.

## Musée
Un collectionneur de machines à écrire est un mécascriptophile. Le musée de la machine à écrire de Lausanne possède donc une mécascriptothèque de plus de 500 modèles différents, dont une machine japonaise, et une chinoise, de 2 450 caractères chacune ainsi que des claviers coréen, russe, hébreu, grec, hindi, arabe, braille, etc.

## Machines à écrire et culture
- 1721 : Jonathan Swift décrit une machine à écrire qui constitue une préfiguration de l'ordinateur moderne.
- 1911 : Le monument à Victor-Emmanuel II à Rome est surnommé par ses détracteurs la Machine à écrire.
- (après 1912) Ernest Hemingway écrit : « la machine à écrire Corona no 3 est le seul psychiatre auquel je me soumettrais jamais[27] »
- 1941 : La Machine à écrire, pièce de Jean Cocteau
- 1945 : Pablo Sorozábal utilise une machine à écrire dans sa zarzuela La eterna canción avec orchestre et voix.
- 1950 : Leroy Anderson compose The Typewriter pour orchestre et machine à écrire[28].
- 1959 : William Burroughs associe la machine à écrire au délire du personnage principal dans Le Festin nu.
- 1962 : Orson Welles recourt aux machines à écrire dans Le Procès pour souligner l'aliénation.
- 1963 : Serge Gainsbourg sort Elaeudanla Téïtéïa, chanson d’amour autour du thème de l’écriture du prénom Lætitia sur une « Remington portative » dans Gainsbourg Confidentiel, illustration du demi-retour-arrière qui permettait de produire l’« e dans l’a » tout en tapant ce nom en « huit lettres », faute de touche Æ présente sur les claviers danois.
- 1980 : La machine à écrire est un élément central de l'intrigue de Shining de Stanley Kubrick où un auteur en proie à la folie dactylographie inlassablement la même phrase.
- 2006 : Dans le film La Vie des autres de Florian Henckel von Donnersmarck, le protagoniste utilise une machine à écrire pour rédiger son roman. Cette machine va être recherchée par les agents de la Stasi qui le surveillent.
- 2009 : L’Olivetti Lettera 32 de Cormac McCarthy, achetée en 1963, sur laquelle l’écrivain a écrit ses romans, dont La Route, est adjugée pour 254 000 $ US lors d'une vente aux enchères[29].
- 2012 : Dans le film de Régis Roinsard, Populaire (nom emprunté à un modèle de machine à écrire), une jeune secrétaire française remporte le championnat du monde de dactylographie.

Les personnages des romans de Stephen King utilisent souvent des machines à écrire, principalement des Remington.

## Galerie

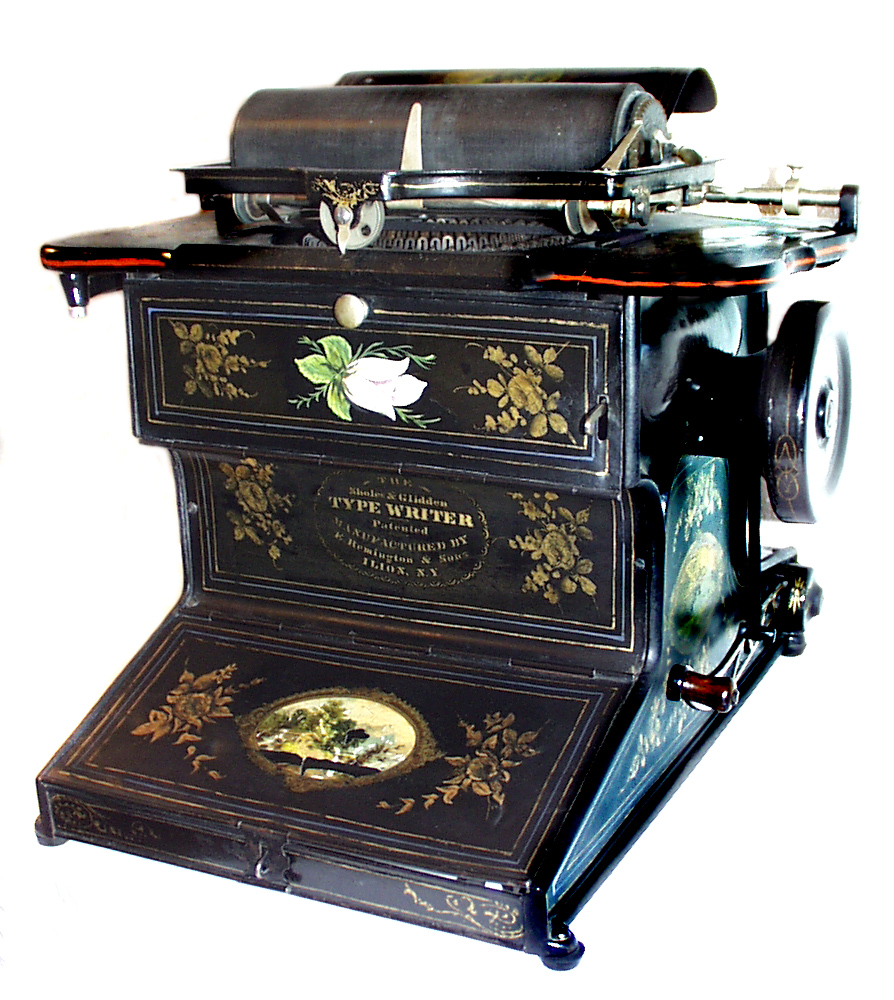
La machine de bureau de Sholes & Glidden, inventée par Christopher Latham Sholes, Carlos Glidden et Samuel W. Soule en 1868.
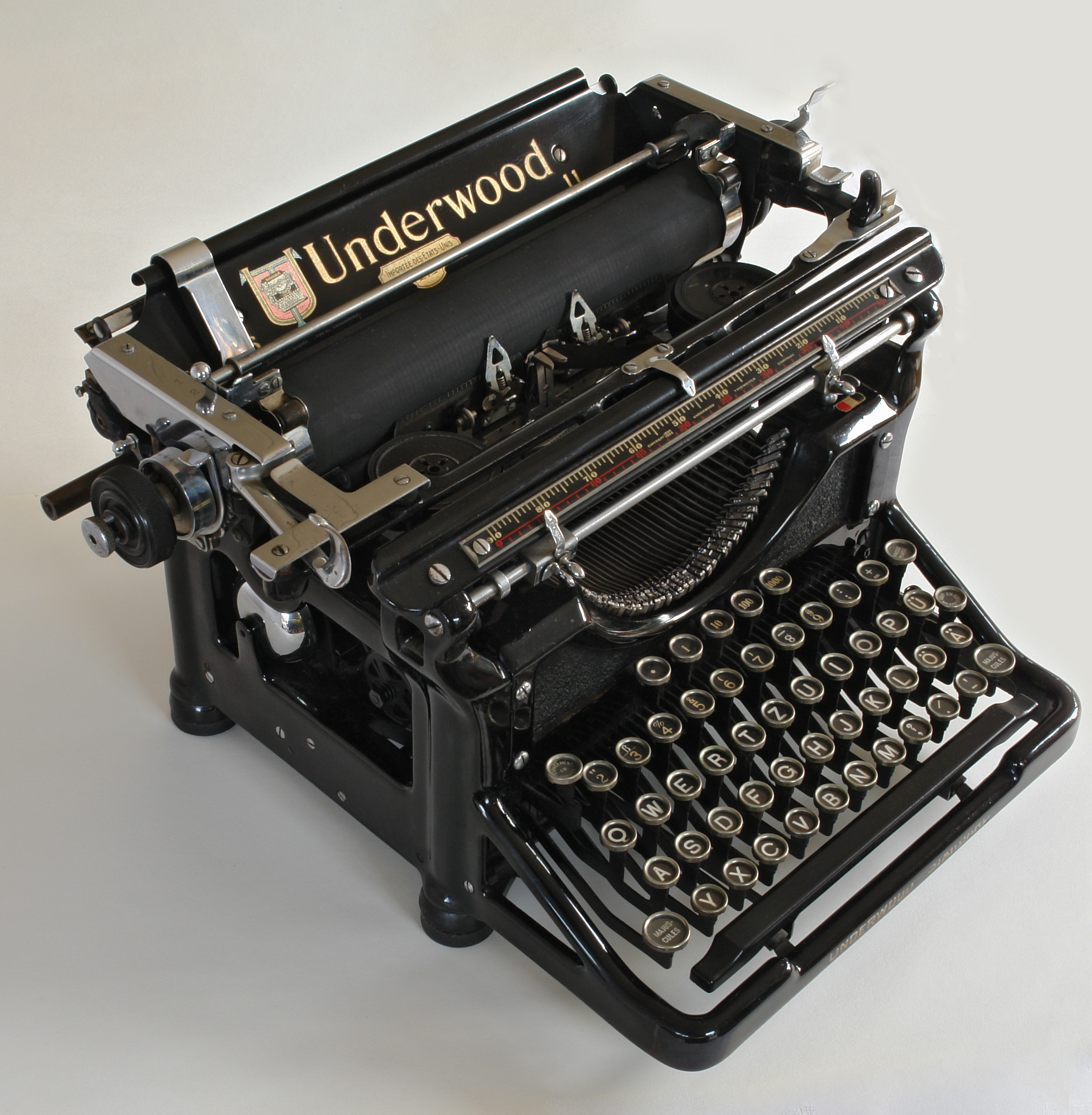
La populaire machine de bureau Underwood.
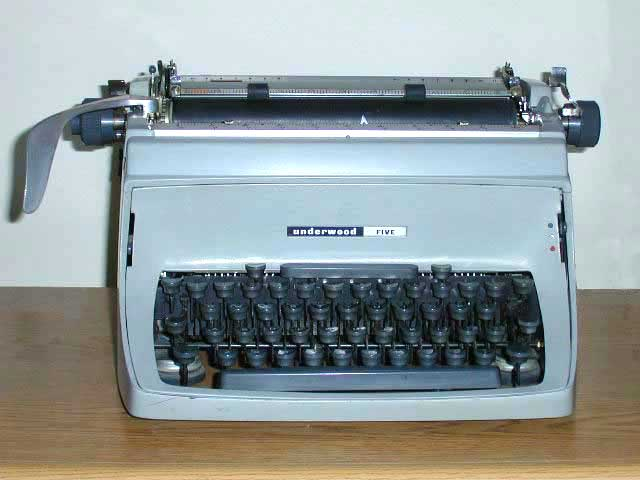
Modèle de bureau Underwood au début des années 1960.
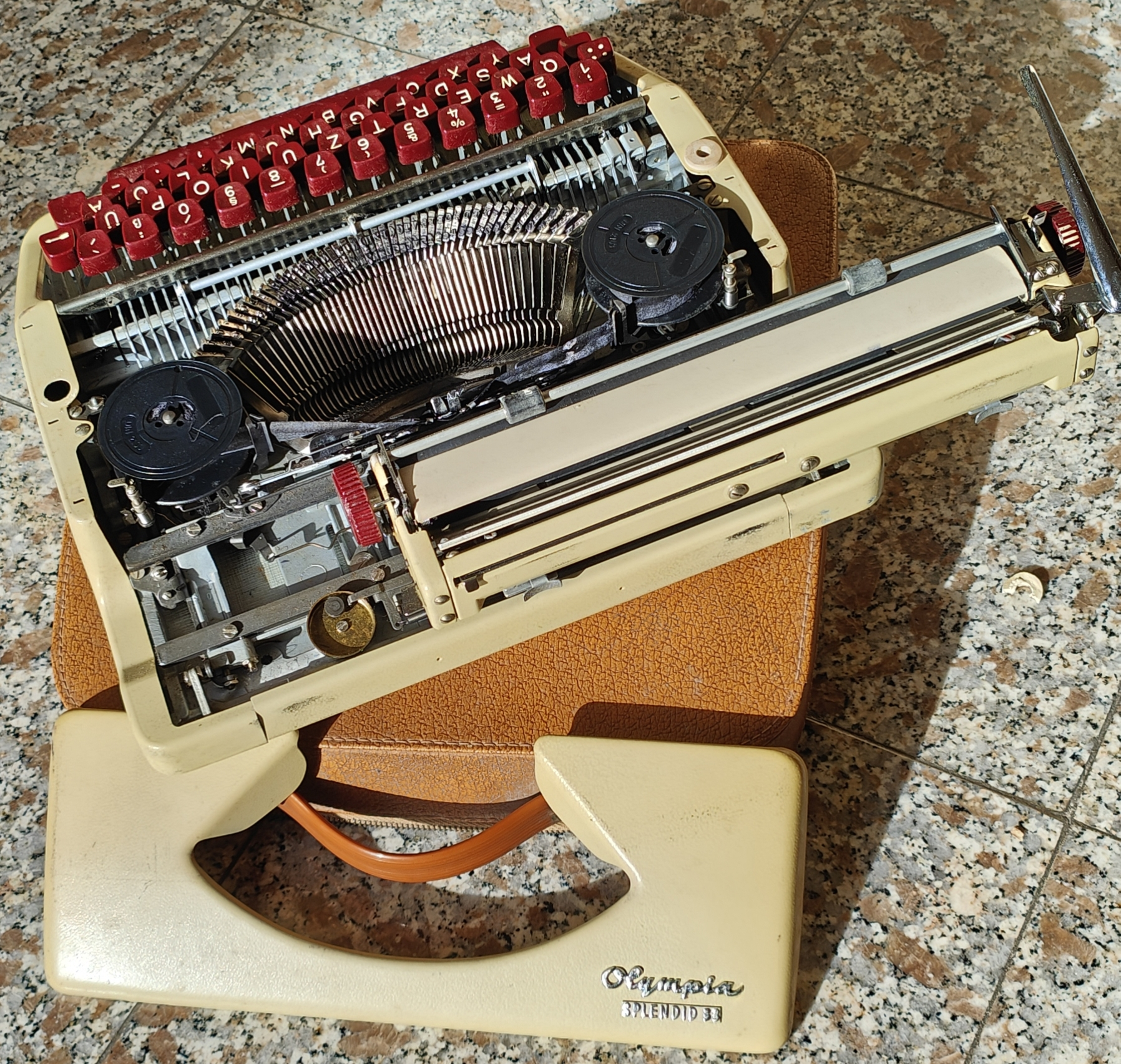
Olympia Splendid 33 (1961) vu de derrière avec le chariot déployé et détail de la cloche de fin de course
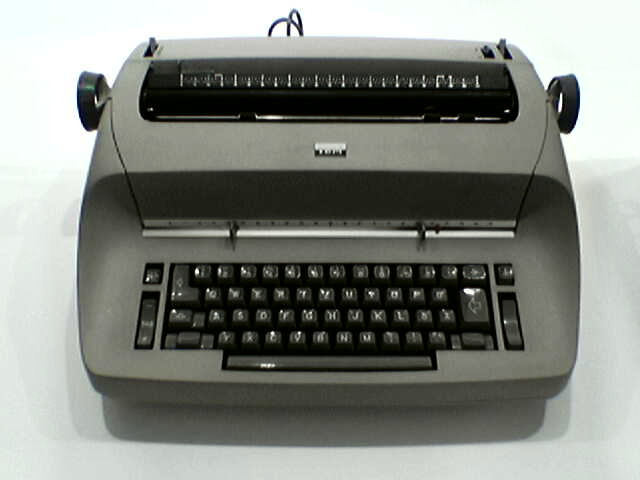
L'IBM de bureau Selectric en 1961.
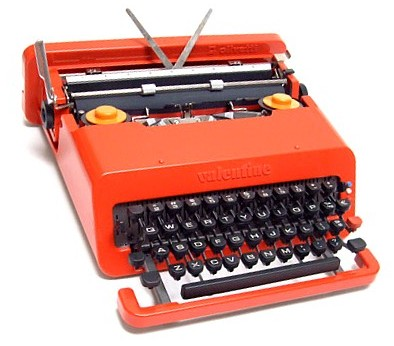
La fameuse portative Valentine d'Ettore Sottsass pour Olivetti en 1969.
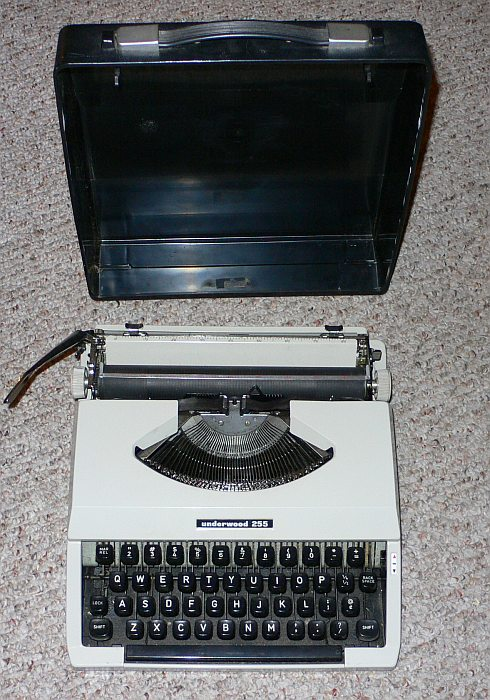
Une Underwood portative vers 1977.
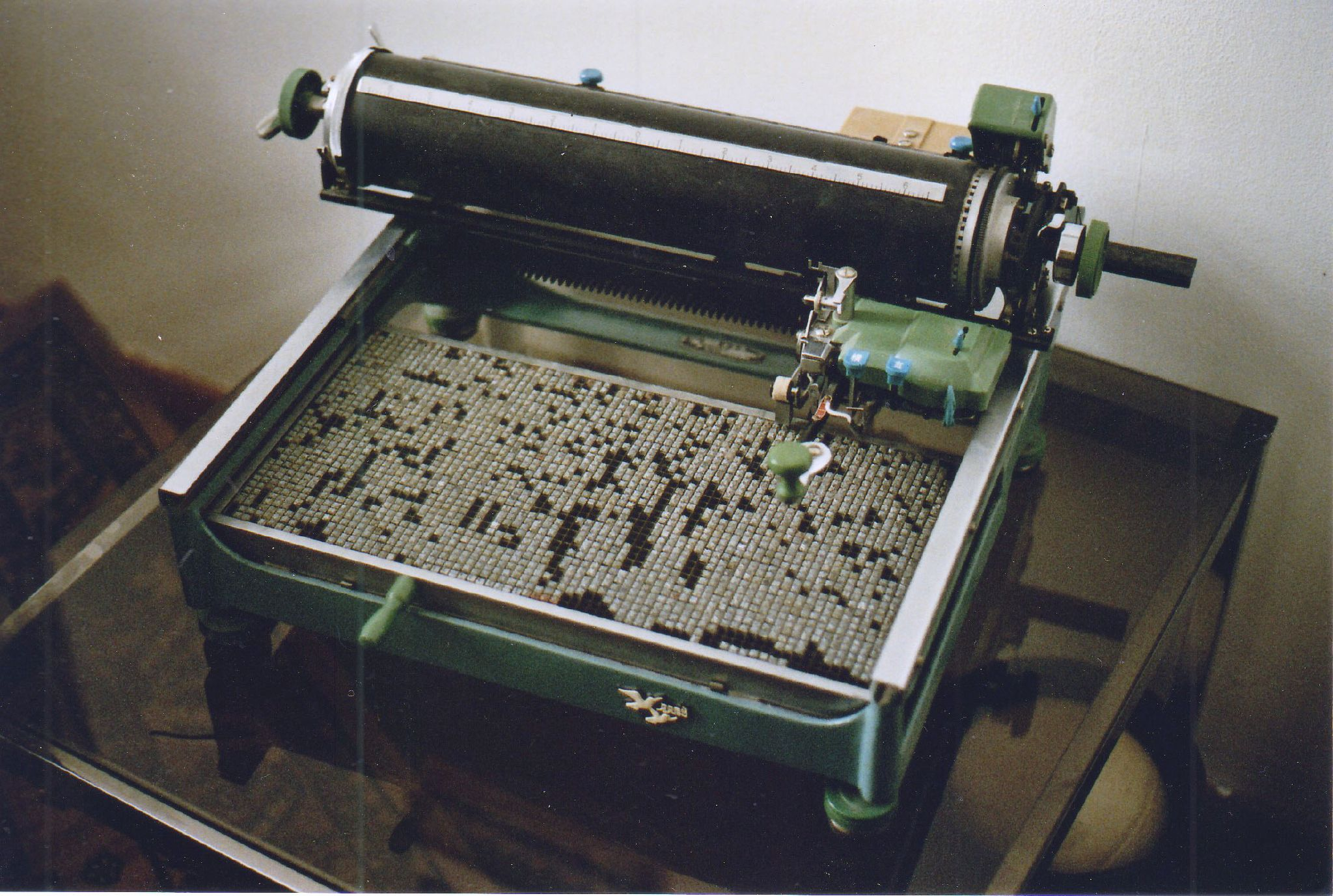
Machine à écrire les caractères chinois, sans date
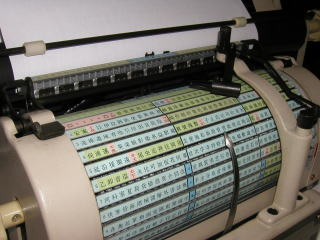
La Toshiba BW-3182, machine à écrire les kanjis japonais
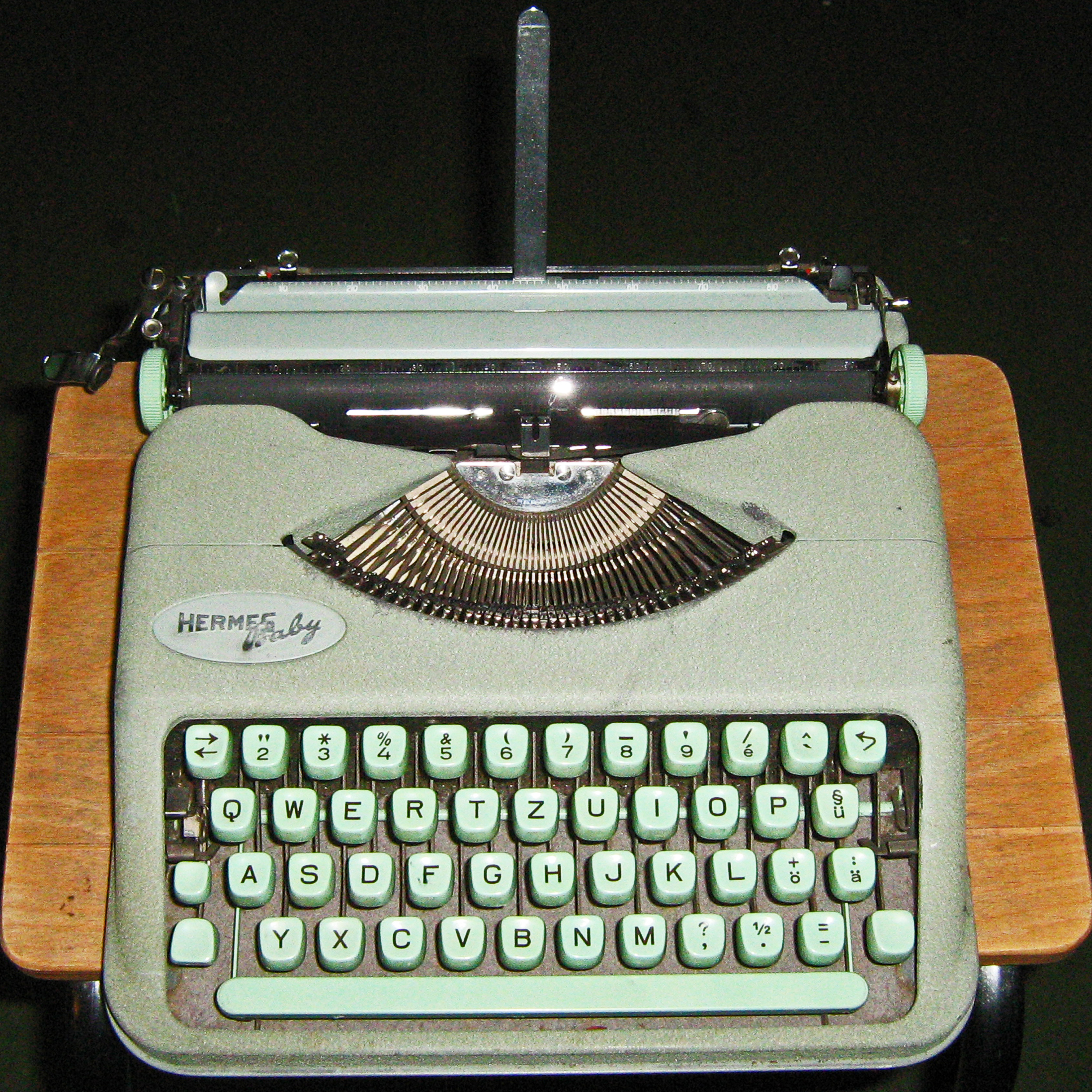
Hermes Baby fabriquée par Paillard-Bolex